# Roland (missile)
Pour les articles homonymes, voir Roland (homonymie).
Le Roland est un missile sol-air de courte portée franco-allemand guidé par radar ou par voie optique. Il est monté sur une grande diversité de châssis mobiles comme le FlaRakPz Marder, le MAN KAT1, l'AMX-30R ou la remorque aérotransportable CAROL.
Il est fabriqué par le consortium Euromissile et mis en service en 1977 dans l'armée française. Il s'agit de l'un des rares missiles étrangers achetés par l'US Army.

## Historique

### Conception
En 1960, des études sont menées pour developper un système de lutte antiaérienne à basse altitude basé sur un missile. En France, Nord-Aviation étudient le projet SABA (Sol-Air Bassa Altitude) tandis qu'en Allemagne Bölkow Entwicklungen KG (en) travaille sur le projet P-250.
Un contrat d'association est signé entre les deux entreprises en 1962 pour fabriquer un tel missile en commun, ce qui est acté en octobre 1963 avec le choix de développer le missile français. Le financement du programme est assuré à parité par les deux entreprises qui signent un accord de développement en novembre 1964.
Les deux partenaires n'ont pas les mêmes objectifs, opérationnel pour la France et industriel pour l'Allemagne. Puisque la France ne croit pas à la menace aérienne basse altitude par mauvais temps, elle privilégie un missile temps clair plus simple à concevoir. L'Allemagne au contraire souhaite un missile tout temps permettant d'acquérir plus de technologies.
Le premier tir du missile Roland est effectué en 1964 à Colomb-Béchard, la première interception du missile étant réussie en 1967. Les six prototypes sont produits l'année suivante et permettent la conduite d'essais supplémentaires jusqu'en 1973.

### Production
La production du missile Roland fait intervenir de nombreuses entreprises sous la maitrise d'œuvre du consortium Euromissile créé en 1972 et regroupant Aérospatiale (ex Nord-Aviation) et MBB (ex Bölkow Entwicklungen KG (en)) :
- LMT pour le dispositif IFF
- Siemens et Thompson CSF pour le radar de veille et le radar de tir
- SAGEM pour l'optronique
- SAMM pour l'hydraulique
- GIAT pour la partie suppérieur de la tourelle
- MBB pour les bras-poutres et la charge utile du missile
- AEG Telefunken pour la télécommande
- Aérospatiale pour les containeurs-tubes lance-missiles et les piles thermiques du missile

Le missile Roland est produit au total à 27 000 exemplaires entre 1977 et 1991 avec un prix unitaire de 600 milles de francs tandis que 600 postes de tir sont produits dans le même temps pour un prix unitaire de 35 millions de francs.
Les missiles Roland sont fabriqués par Euromissile à Fontenay-aux-Roses en France.

## Caractéristiques

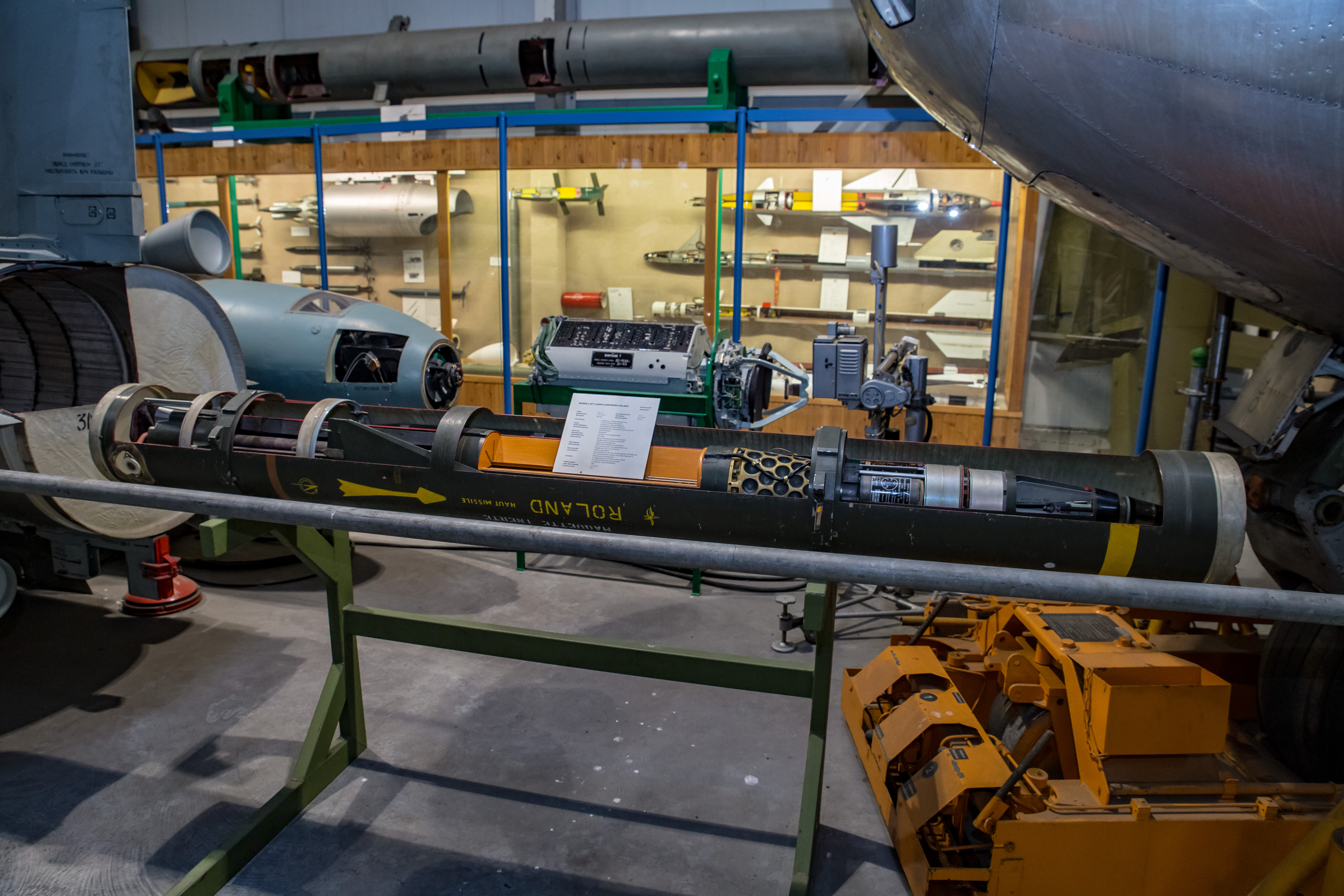
Coupe d'un missile Roland contenu à l'intérieur de son tube de lancement au musée de l'armement de la Bundeswehr àCoblence.

### Système d'armes
Le système d'armes du Roland se compose de missiles portés par un véhicule, constituant une unité de tir autonome assurant l'emport des missiles, l'acquisition de l'objectif, la conduite de tir et le tir. Le Roland est conçu pour détruire des hélicoptères et des avions volant jusqu'a Mach 1,3. 
L'élément central du Roland est sa tourelle qui accueille le poste du tireur. Elle assure le tir des missiles grâce à un radar de veille, un interrogateur ami ou ennemi (sigle IFF en anglais), un système de visé et deux bras oscillants portant chacun un missile Roland. Le véhicule porteur quant à lui assure la génération électrique et hydraulique de l'arme, le transport de huit missiles de rechange et le rechargement automatique du missile après le tir tout en accueillant les consoles de visualisation du radar et du système IFF destinés au chef de pièce.
La séquence de tir se décompose en deux temps. Tout d'abord, le chef de pièce doit identifier et acquérir la cible en tant qu'observateur radar, pour ensuite faire tourner la tourelle en direction de l'azimut de la cible. Il revient alors au tireur de réaliser la recherche en site et de tirer les missiles une fois que le chef de pièce lui en donne l'ordre.

### Missile
Le missile Roland mesure 2,4 mètres de long avec un diamètre de 0,163 mètre, une envergure de 0,5 mètre, il est contenu dans un tube long de 2,6 mètres avec un diamètre de 0,2 mètre ne nécessitant aucune maintenance au cours de sa vie opérationnelle. Le missile dispose de deux propulseurs, l'un pour fournir l'accélération nécessaire au tir et l'autre destiné à le propulser en autorotation pendant maximum 13,8 secondes jusqu'à sa cible. La charge militaire varie suivant les versions et est déclenchée à la fois par une fusée de proximité électromagnétique et par une fusée de contact. 
Le missile Roland a un taux d'interception de 90%, ce qui baisse à 80% si l'on prend en compte la veille et l'ensemble du système. 

### Radar de veille
Le radar de veille du Roland est le MPDR-16 de Siemens, il s'agit d'un radar Doppler fonctionnant en bande D avec une vitesse de rotation de 60 tours par minute. Capable de détecter des cibles aériennes allant à la vitesse maximum de 450 m/s à 18 km, il émet une alerte sonore destinée aux servants lorsqu'une cible est repérée. 

## Variantes

### Unités de tir
Le missile Roland a été monté sur un nombre important de châssis différents, aussi bien équipés de chenilles que de roues, tout en étant pour certains modernisés au cours du temps.
FlaRakPz Marder
Châssis chenillé de Marder allemand retenu pour équiper la Heer, ce qui lui permet d'avoir la même mobilité que ce véhicule pour suivre les unités blindés allemandes sur le terrain afin de les protéger des menaces aériennes. Il est aérotransportable par C-5A Galaxy.
Roland MAN KAT1
Châssis à roue basé sur la game de camion MAN KAT1 allemande dont la version 8x8 de dix tonnes est retenu pour équiper la Luftwaffe, la Deutsche Marine et les clients à l'exportation. Dix camions MAN KAT1 en version 6x6 aérotransportable par C-160 Transall sont livrés en 1998-1999 pour équiper les forces de réactions rapides allemandes et appelés Roland LVB (pour Luftverlastbarkeit signifiant aérotransportable).
Ce châssis reçoit une modernisation à mi-vie minimale à partir de 2002 au lieu des programmes d'amélioration initalement prévus sous le nom de Roland NVD (pour NutzungsDauerVerlängert signifiant extension de la période d'utilisation) .
AMX-30R
Châssis chenillé d'AMX-30 français retenu en 1970 pour équiper l'armée de Terre et les clients à l'exportation, le premier prototype est testé en janvier 1976 pour une entrée en service en 1977. Il dispose de la même mobilité que l'AMX-30, ce qui lui permet de suivre les unités blindés françaises sur le terrain pour les protéger des menaces aériennes.
Ce châssis est amélioré en 1994 avec le remplacement du système de visé optique initial par le système Glaive plus performant et le remplacement des systèmes de contrôle.
Roland CAROL
Remorque à roues conçue par Soframe, elle est remorquée par un camion ACMAT 6x6 et est aérotransportable par C-160 Transall et C-130 Hercules. Ce modèle est retenu en 1995 pour équiper les unités de réactions rapides de l'armée de Terre et dispose de capacités améliorées, dont un radar de veille avec 25 km de portée et le système de visé Glaive.
XMIM-115A
Châssis à roue basé sur la game de camion M809 américain dont la version M812A1 est retenue pour équiper l'United States National Guard, ce qui le rend aérotransportable par C-130 Hercules et C-141 Starlifter. Le camion porte le missile Roland II monté sur palette, tout en restant compatible avec les versions européennes.

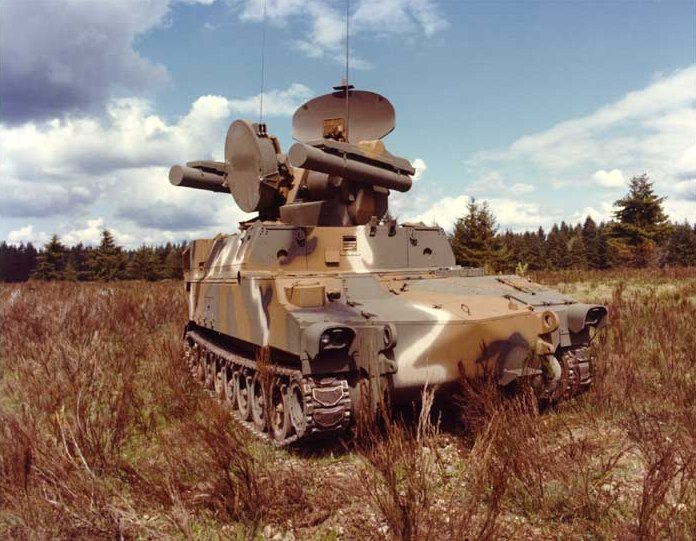
Missiles Roland montés sur un prototype de M109 américain, solution finalement abandonnée.

Prototypes
Différents prototypes voient le missile Roland montés sur différents châssis, sans qu'ils ne soient mis en service :
- Châssis d'AMX-13 français abandonné car ne disposant pas d'un longévité suffisante comparée à celle du missile Roland.
- Châssis d'AMX-10P français testé en 1968 puis abandonné au profit de l'AMX-30R.
- Châssis du M109 américain testé en 1977 pour les besoin de l'armée américaine mais il est abandonné avec le ralentissement puis l'arrêt du programme par le pays.
- Châssis du M1 Abrams américain proposé par Euromissile et Hughes Aircraft à l'armée américaine qui lui préfère l'ADATS.
- Châssis du Leopard 1 allemand proposé par Euromissile mais jamais adopté.

### Missiles
Roland I et II
Les missiles Roland I et Roland II ont pour unique différence leur mode de guidage, le premier a un guidage optique optimisé pour le beau temps et insensible aux contremesures électroniques tandis que le deuxième a un guidage radar insensible à la météo et à la lumière diurne. Si le Roland I n'a qu'un guidage optique, le Roland II peut choisir son mode de guidage et le changer y compris quand le missile est en vol.
Le missile commun de 63 kilos à une vitesse de 500m/s et une portée maximale de 6,3 km, il peut engager ses cibles d'une dizaine de mètres du sol jusqu'à un plafond de 5,5 km. La charge militaire pèse 6,5 kilos et est composée de charges creuses multiples capables de détruire un aéronef dans un rayon de huit mètres de son point d'explosion,.
Roland III
Le missile Roland III est produit à partir de 1988, il s'agit d'une amélioration des missiles Roland antérieurs qui reste compatible avec les lanceurs déjà existant. La charge militaire du Roland III est composée de 84 charges creuses pour une masse de 9,1 kilos capables de détruire un aéronef dans un rayon de dix mètres de son point d'explosion,. En dépit d'une masse de 75 kilos suppérieure aux versions précédentes, cette nouvelle version à une vitesse supérieure de 570 m/s, un plafond de 6 km et une portée maximale de 8 km.
Roland RM-5
Le missile Roland RM-5 est développé entre 1988 et 1991 par Aérospatiale, Matra et MBB. Il devait avoir un plafond de 8 km, une porté maximale de 16 km et une portée effective de 12 km contre des avions faisant des manoeuvres jusqu'à 9g. Cette version est abandonnée en 1991 au profit de la production sous licence par Euromissile du missile VT1 conçu par Thomson-CSF et équipant le missile Crotale NG concurent du Roland.
VT1
Le missile VT1 devait être produit par Euromissile pour équiper les lance-missiles Roland grâce à une licence donnée par Thomson-CSF, un contrat de production étant signé à cette fin en mars 1992. Cependant, le contrat est résilié par Thomson-CSF après avoir repris les activités de l'américain LVT fabricant le missile VT1 aux Etats-Unis, ce qui mène à un procès entre les deux entreprises forçant Thompson-CSF à payer 108 millions d'euros d'indemnités à Euromissile.
HFK-KV
Le missile HFK-KV est un missile allant à la vitesse maximale de mach 5, il est proposé par Dielh BGT Defense pour remplacer le missile VT1 sans qui semble y avoir eu de suite.

## Utilisateurs

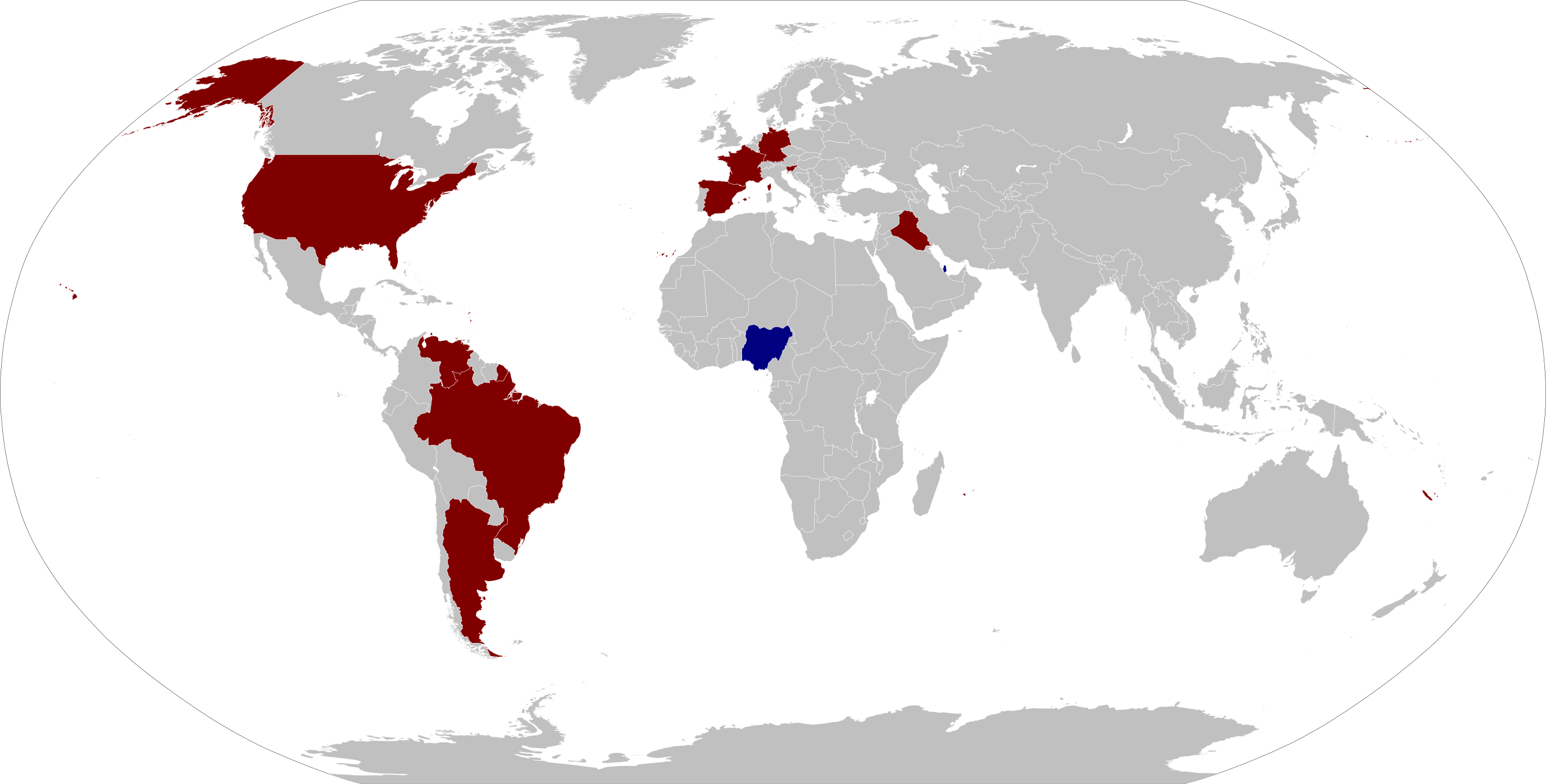
Utilisateurs du missile Roland
Pays utilisateurs actuels
Anciens pays utilisateurs

### Utilisateurs actuels
Nigeria
Armée de terre nigériane : seize lanceurs Roland II montés sur des châssis d'AMX-30 sont livrés en 1984 et 1985 avec 300 missiles. Le système Roland est encore le missile sol-air principal du Nigéria.
 Qatar
Force aérienne de l'émirat du Qatar : neuf systèmes Roland II sont livrés en 1987 et 1988 avec 200 missiles, dont trois montés sur châssis d'AMX-30 et six montés sur des remorques.

### Anciens utilisateurs
Argentine
Armée de terre argentine : quatre lanceurs Roland II montés sur camion MAN KAT1 8x8 sont livrés en 1982 et 1983 avec 80 missiles,.
 Allemagne

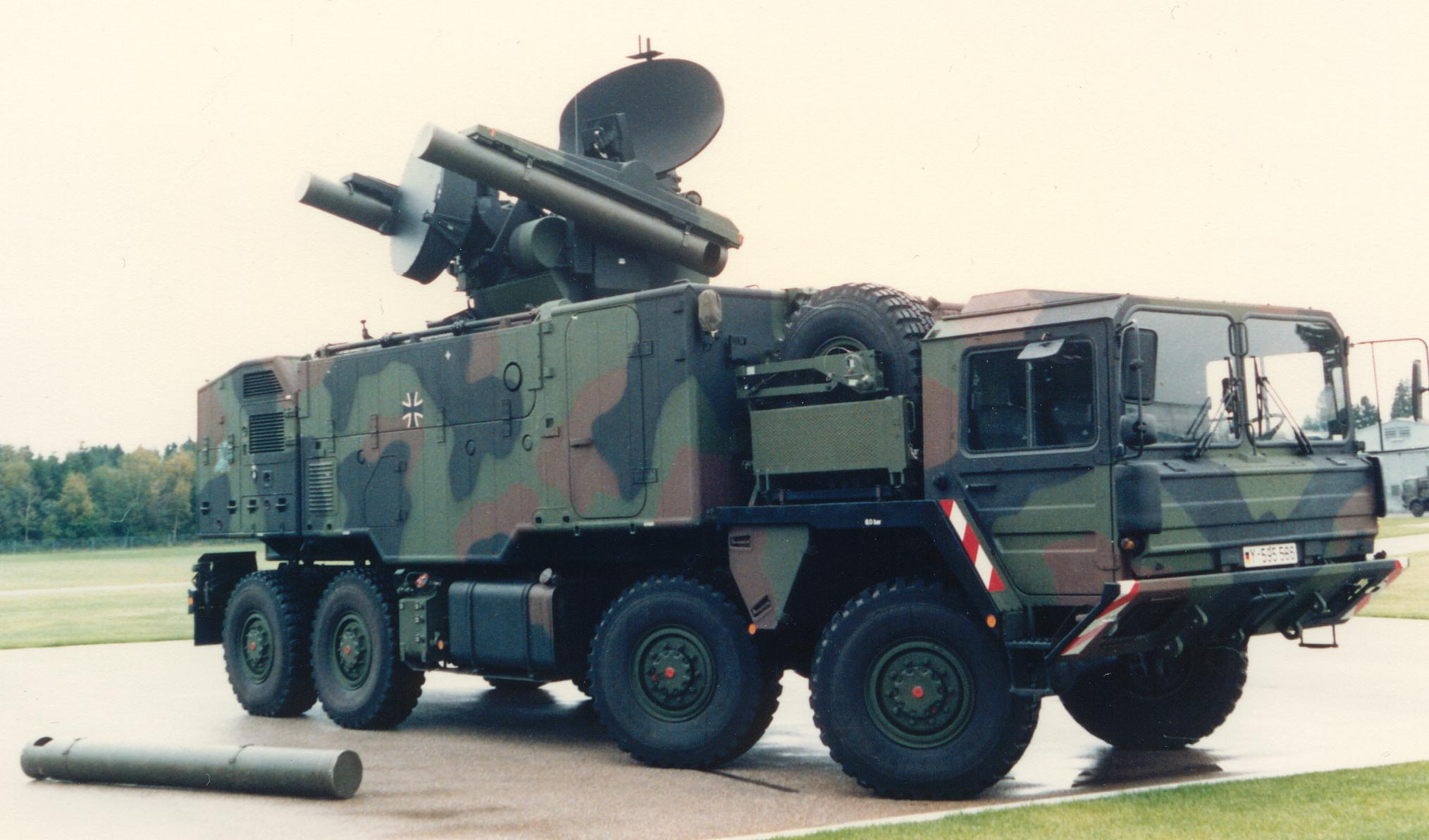
Missiles Roland II montés sur camion MAN KAT1 8x8 de la Bundeswehr.

Bundeswehr : 340 systèmes Roland II montés sur des Marder appelés FlaRakPz 1 sont initialement commandés pour remplacer les canons Bofors 40 mm de la Heer, de la Luftwaffe et de la Deutche Marine. La commande est réduite de deux cent exemplaires en 1981, soit 175 Roland destinés à la Luftwaffe et 25 destinés à la Deutche Marine tandis que les 140 exemplaires prévus pour la Heer sont conservés. Cette réduction du nombre de commande porte Euromissile à demander des sanctions contre l'Allemagne.
La Luftwaffe reçoit dix Roland montés sur camion MAN KAT1 6x6 à partir de 1995 tandis que programme d'amélioration des autres systèmes Roland est abandonné. Le Roland est retiré du service en 2005 et doit être remplacé par le missile LFK NG.
 Brésil
Armée de terre brésilienne : quatre lanceurs Roland II montés sur des Marder 1A2 sont livrés entre 1978 et 1979 avec 50 missiles. Ils sont retirés du service au milieu des années 1990, un véhicule étant entièrement restauré en 2024.
 Espagne
Armée de terre espagnole : dix-huit lanceurs Roland montés sur des châssis d'AMX-30 sont livrés entre 1988 et 1990 avec 414 missiles (500 selon d'autres sources). Le missile franco-allemand est préféré au Rapier britannique et au MIM-72 Chaparral américain en dépit de son prix plus élevé grâce aux compensations industrielles de 60% consenties par Euromissile. Ils sont retirés du service en 2015.
 États-Unis

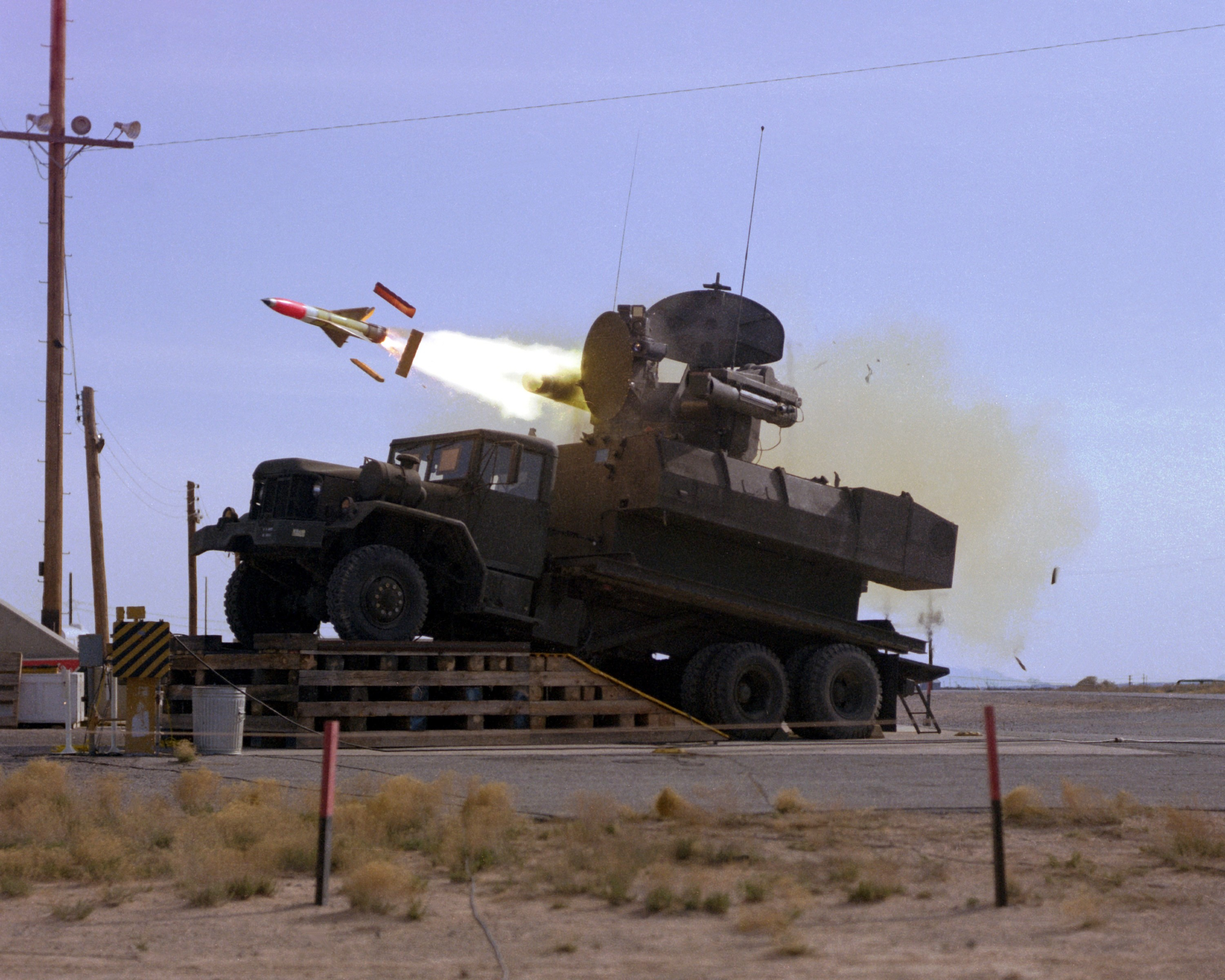
Tir d'un missile Roland II depuis un camion M812A1 de la Garde nationale des États-Unis en 1984 au polygone d'essais de missile de White Sands.

Forces armées des Etats-Unis : Sur les 184 système MIM-115 initialements commandés, seulement 38 systèmes sont effectivement livrés avec la production de seulement 600 missiles. Ils sont mis en service au sein d'un seul bataillon du 20e Régiment d'Artillerie de Défense Aérienne de l'United States National Guard du Nouveau-Mexique qui est dissous en 1988, ce qui marque la fin de l'utilisation du MIM-115.

Le système Roland II est choisi par l'armée américaine en janvier 1975, qui donne son accord en novembre 1977 pour le début de la production sous licence aux Etats-Unis de six milles missiles par Hughes Aircraft et Boeing. Quatre prototypes sont construits en 1977, dont l'un est monté sur un châssis de M109, le Roland II appelé localement le XMIM-115A est finalement monté sur un camion M812A1 modifié. Après un premier tir en 1978, la production est lancée l'année suivante mais le nombre d'exemplaire commandés est fortement réduit en 1981. En 1984, le programme est annulé après avoir couté un total de 1,3 milliard de dollars en raison d'augmentation des coûts et de contraintes budgétaires tandis que la production sous licence s'arrête en 1985.
 France

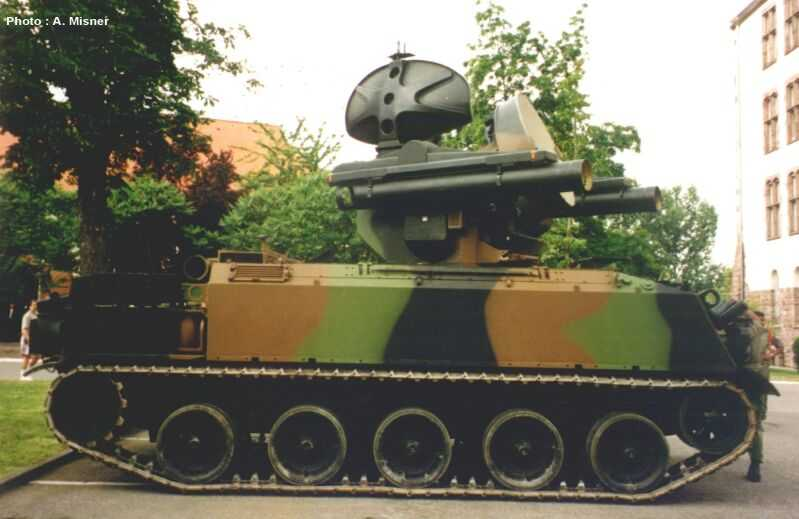
AMX-30R de l'Armée de terre en position de défense antiaérienne.

Armée de terre : 202 systèmes Roland sont commandés par la France, mais seulement 176 systèmes sont effectivement livrés, soit 80 Roland I et 96 Roland II. Tous sont montés sur un châssis d'AMX-30 sauf les seize derniers exemplaires livrés en 1995 montés sur des remorques appelées Carol,.
Les premiers exemplaires de Roland I sont livrés en 1977 pour remplacer les canons Bofors de calibre 40 mm composant deux batteries des régiments d'artillerie antiaérienne. Chaque batterie est dotée de deux sections de tir composée chacune de quatre lance-missiles et de quatre VAB T20/13. La livraison des Roland II au cours des années 1980 permet le remplacement le l'AMX-13 équipé d'un bitube de calibre 30 mm.
Un programme de modernisation du système Roland II concernant 53 lanceurs est enviségée en 2002 pour un coût de 970 millions d'euros, mais il est finalement abandonné en 2005. Le Roland est retiré du service en 2008 et son rôle est en partie repris par le missile Mistral qui ne dispose cependant pas de la même mobilité que le Roland.
| Régiment                   | Subordination                          | Equipement en 1980                                   |
| -------------------------- | -------------------------------------- | ---------------------------------------------------- |
| 57e Régiment d'Artillerie  | 1e Corps d'Armée                       | Roland I (deux batteries) Roland II (deux batteries) |
| 54e Régiment d'Artillerie  | 1e Corps d'Armée puis 3e Corps d'Armée | Roland I (une batterie) Roland II (deux batteries)   |
| 58e Régiment d'Artillerie  | 1e Corps d'Armée puis 3e Corps d'Armée | Roland I (deux batteries) Roland II (deux batteries) |
| 51e Régiment d'Artillerie  | 2e Corps d'Armée                       | Roland I (une batterie) Roland II (deux batteries)   |
| 53e Régiment d'Artillerie  | 2e Corps d'Armée                       | Roland I (deux batteries) Roland II (deux batteries) |
| 401e Régiment d'Artillerie | 1e Armée                               | Batterie mixte de Roland I et II                     |

 République d'Irak
Force aérienne irakienne : soixante systèmes Roland composés de 113 lanceurs sont livrés entre 1982 et 1985 tandis que 2500 missiles sont livrés entre 1981 et 1990 (2260 selon d'autres sources). Ils doivent initialement protéger les bases aériennes irakiennes contre les attaques aériennes avant d'assurer la défense sol-air de la capitale irakienne Bagdad au cours de la guerre Iran-Irak.
 Slovénie

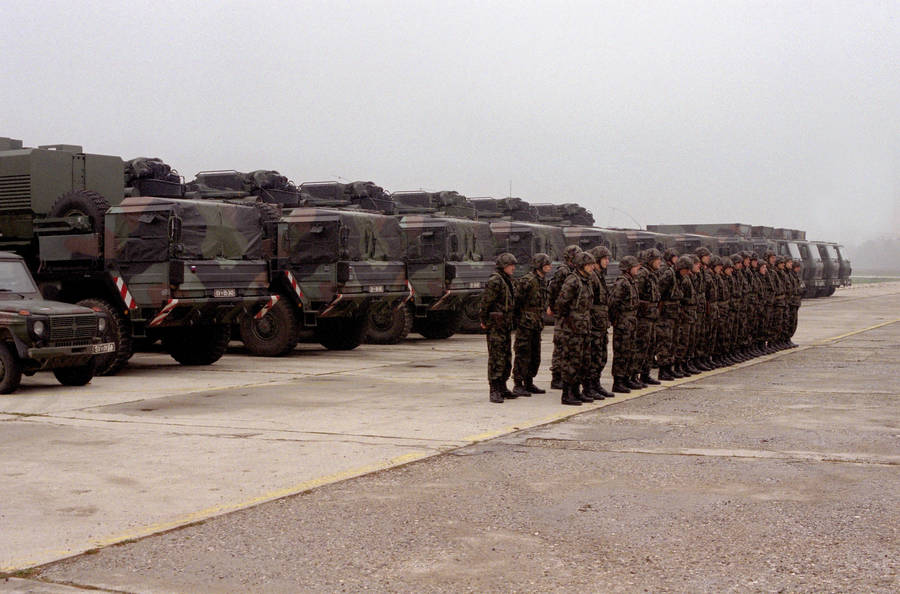
Batterie de Roland II slovène passée en revue en janvier 2011.

armée de l'Air slovène : six systèmes Roland II de seconde main montés sur camion MAN KAT1 8x8 sont livrés par l'Allemagne en 2001 avec 120 missiles, et sont mis en service par le 9e Bataillon de Défense Aérienne. Les missiles sont retirés du service en 2016 et détruit en Croatie deux ans plus tard, tandis que les véhicules radars restent en service.
 Venezuela
Aviation nationale du Venezuela : six systèmes Roland II montés sur remorque sont livrés en 1985 et 1986 avec 125 missiles. Ils assurent la défense aérienne des bases aériennes vénézueliennes et sont remplacés en 2005 par le missile israélien Barak-1.

### Echecs commerciaux
Belgique
Forces armées belges : La Belgique montre un intérêt pour une version du missile Roland spécialisée dans la défense de site, mais cet intérêt reste sans sites.
 Norvège
Forces armées norvégiennes : Suite au choix américain du missile Roland, la Norvège prévoit un budget de 263 millions de dollards en 1979 pour acheter ce missile. Cette sélection n'a cependant pas de suite, la Norvège choisissant finallement le missile Hawk.
 Turquie
Forces armées turques : En 1984 et 1985, l'Allemagne pousse les États-unis à vendre leur 27 lanceurs M812A1 et 595 missiles Roland II à la Turquie, mais le pays choisit finalement le missile Rapier. 

## Engagements

### Guerre des Malouines
Au cours de la guerre des Malouines, un lanceur Roland est aérotransporté par l'armée de terre argentine sur l'archipel des Malouines pour assurer la défense aérienne de l'aérodrome de Port-Stanley. Si le système Roland ne tire pas contre les bombardiers Vulcain britannique pendant l'opération Black Buck, il abat un Sea Harrier britannique en mission de reconaissance au sud de Stanley le 1 juin 1982.
Un total de huit missiles est tiré avant que le système Roland ne soit saboté par les Argentins et saisi par les Britanniques.

### Guerre Iran-Irak
Lors de la guerre Iran-Irak, les forces armées irakiennes utilisent leurs systèmes Roland pour défendre la capitale irakienne Bagdad contre les menaces aériennes, dissuadant ainsi les iraniens de bombarder la ville. Dès leur entrée en service en 1982, les systèmes Roland irakiens revendiquent la destruction d'un F-4E Phantom et d'un F-5E Tiger de l'armée de l'air iranienne.

### Guerre du Golfe
Au début de la guerre du Golfe, les forces armées irakiennes disposent de 24 batteries de missiles Roland dont une dizaine assure la défense aérienne de Bagdad. Ils sont utilisés contre les avions de la coalition, abattant quatre ou cinq d'entre eux dont un A-6 Intruder américain pendant une attaque de la base irakienne d'H-3 le 17 janvier et un Tornado GR1 anglais le 20 janvier. D'autres avions touchés par les missiles Roland parviennent à revenir à leurs bases tandis que d'autres échappent aux missiles grâce à des manoeuvres d'évitement et à l'usage de paillettes. 

### Invasion de l'Irak
Au cours de l'invasion de l'Irak par les Etats-Unis, les systèmes Roland des forces armées irakiennes sont utilisés contre les appareils de la coallition. Ainsi, le 31 mars un F-15E Strike Eagle américain échappe au tir de deux missiles Roland grâce à l'utilisation de paillettes et de manoeuvres d'évitement. Un A-10 Thunderbolt II américain est abattu par un missile sol-air irakien le 4 avril, il s'agirait d'un missile Roland selon Bill Gertz.
En septembre 2003, les troupes polonaises de la coalition trouvent quatre missiles Roland dans la zone d'occupation polonaise en Irak et le porte-parole de l'armée polonaise ainsi que des médias prétendent qu'ils ont été fabriqués par la France en 2003. La France se dit "surprise" par cette information qui impliquerait une violation de l'embargo des Nations Unies contre l'Irak, pointant que les missiles Roland ne sont plus produit en 2003. Le mois suivant, le ministre polonais de la défense Jerzy Szmajdziński confirme la fausseté de l'information et présente ses regrets à la France, tout en soulignant ne pas avoir approuvé l'information en question. Cet incident diplomatique entre la France et la Pologne a parfois été surnommé "Rolangate".

## Culture populaire
Le jeu vidéo War Thunder met en scène différentes versions du missile Roland :
- Le Roland 1 est l'artillerie antiaérienne de niveau VII de l'arbre de recherche français[65]
- Le FlaRakPz 1 est l'artillerie antiaérienne de niveau VII de l'arbre de recherche allemand[66]
- Le XM975 est l'artillerie antiaérienne de niveau VII de l'arbre de recherche américain[67]
- Le FlaRakRad est l'artillerie antiaérienne de niveau VIII de l'arbre de recherche allemand[66]